# Nadia Bjorlin
Nadia Alexandra Björlin, (Newport, 2 de agosto de 1980) é uma atriz, cantora lírica e modelo norte-americana. 

## Biografia
Björlin nasceu em 2 de agosto de 1980 em Newport, Rhode Island. Ela é a segunda filha mais velha do compositor e maestro sueco Mats Ulf Stefan Björlin e Fary Bjorlin (Dadashi), uma designer iraniana.
Björlin é fluente em inglês, sueco e persa e também é educada em francês, italiano e russo. Ela tem um irmão mais velho, Ulf Alexander Jr. e um irmão mais novo, Jean-Paul. Ela também tem um meio-irmão mais velho, Kaj, e duas meias-irmãs mais velhas, Katja e Kamilla, do primeiro casamento de sua mãe.
A família de Bjorlin mudou-se para o país natal de seu pai, a Suécia, enquanto ainda era uma criança. Ela descreveu sua infância como "maravilhosa" com "pais amorosos e irmãos a se apoiarem", embora Bjorlin se lembre de ser "inconsciente" das tensões raciais que acontecem na Suécia. Embora ela nunca tenha frequentado a escola, alguns de seus irmãos fizeram e ela se lembra deles falando sobre como eles "experimentaram algum tormento" de colegas devido a serem meio-iraniano. Nascida após a Revolução do Irã, Bjorlin diz que "cresceu em um tempo em que iranianos eram desprezados em lugares do mundo".
A família de Bjorlin viajou de um lado para outro entre os Estados Unidos e a Suécia antes dos seus 7 anos de idade. Eles se mudaram algumas vezes por causa do trabalho de seu pai, morando em Estocolmo, Los Angeles e Palm Beach na Flórida. Para sua instrução, atendeu ao centro de Interlochen para as artes e à universidade de Boston Instituto de Tanglewood, onde foi honrada para sua excelência no teatro, na voz, na música e na dança. Junto com seus irmãos Ulf e Jean Paul, Bjorlin atendeu à Escola de Artes do Condado de Palm Beach (Escola de Dreyfoos das Artes) pelos seus primeiros 2 anos de escola secundária. Durante seu tempo lá, Bjorlin cantou ópera da praia do Palm e em 1996, competiu em uma competição vocal internacional grande em Verona na Itália, onde era parte do coro que ganhou a medalha de ouro. Quando estava no ensino médio sua família mudou-se desta vez a New York City. Bjorlin foi capaz de frequentar a Professional Children's School, onde estudou ao lado de outros atores e atrizes famosas, incluindo Julia Stiles, Gaby Hoffman e Macaulay Culkin. Em maio de 1999, Bjorlin ganhou o primeiro lugar no Metro Lyric Opera Competition, ocorrendo em NYC. Quando se formou na escola secundária, decidiu mudar seu foco de cantar para atuar.

## Carreira

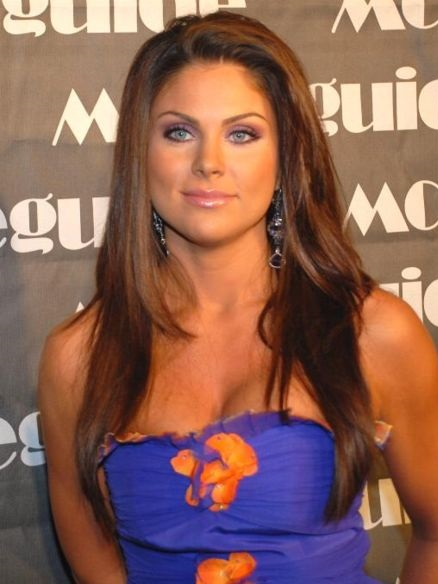

Nadia começou sua carreira de atriz em abril de 1999. Seu primeiro papel principal foi como Chloe na bem conhecida novela Days of Our Lives. Chloe foi inicialmente retratada como uma garota nerd (apelidado de "Ghoul Girl" por seus colegas) que usava óculos grandes e roupas largas. No entanto, ela finalmente recebeu um novo guarda-roupa e parou de usar óculos e passou a se tornar um grande personagem e público favorito. Björlin também cantou no programa. No final de 1999, ela apareceu como uma dançarina go-go no vídeo da música de sucesso de Ricky Marti, Shake Your Bon-Bon.
Björlin deixou Days em junho de 2003 para se concentrar em sua carreira de cantora, mas voltou mais tarde em dezembro de 2003. Em setembro de 2005, Bjorlin deixou Days of Our Lives novamente e juntou-se ao elenco da série UPN, Sex, Love & Secrets. O show foi cancelado pela rede, mas Björlin continuou a fazer aparições como convidada em séries de televisão como Jake in Progress e Out of Practice.
Desde que deixou Days, Björlin apareceu no filme independente If I Had Known I Was a Genius, estrelado por Markus Redmond, Whoopi Goldberg, Sharon Stone e Tara Reid. O filme foi exibido no Festival  Sundance de Cinema em 2007.
Bjorlin também foi escolhida como protagonista do filme de Chicago Pictures, Redline. O filme estrelou Eddie Griffin e Nathan Phillips, e foi lançado nos cinemas em 13 de abril de 2007. Bjorlin retornou a Days of Our Lives como Chloe em 29 de novembro de 2007, e deixou o show novamente em setembro de 2011 para continuar atuando em filmes.
Desde 2009, Bjorlin estrelou como Lara Miller na web série Venice. Em 2010, Bjorlin teve um papel pequeno em NCIS como uma dona de casa suburbana que desgasta um biquini durante um door-to-door que envia por um dos investigadores de NCIS. Nesse mesmo ano, ela estrelou a série de sucesso CBS Two and a Half Men como amante lésbica de Evelyn Harper (Holland Taylo), Jill. Em 2011, Bjorlin foi uma das estrelas da série de televisão de realidade Dirty Soap, que deu aos espectadores uma visão de bastidores da partida de Nadia, e depois, incluindo um pouco de insight sobre a relação tênue e entre o namorado de Nadia e sua mãe que não gosta dele porque acredita que ele não a trata bem.
Nadia Bjorlin retornou a seu papel em DOOL como Chloe em 4 de janeiro de 2013. Foi afirmado que ela iria trabalhar ao lado de sua mãe retornando Nancy Wesley, interpretado por Patrika Darbo novamente. Bjorlin retornou para um período de dois episódios em 3 de agosto e 4 de agosto, para comemorar o 50º aniversário da série diurna. Apareceu em 2 Broke Girls como o proprietária de um gato encontrado pelas meninas em um episódio arejado em outubro de 2013.

## Vida pessoal

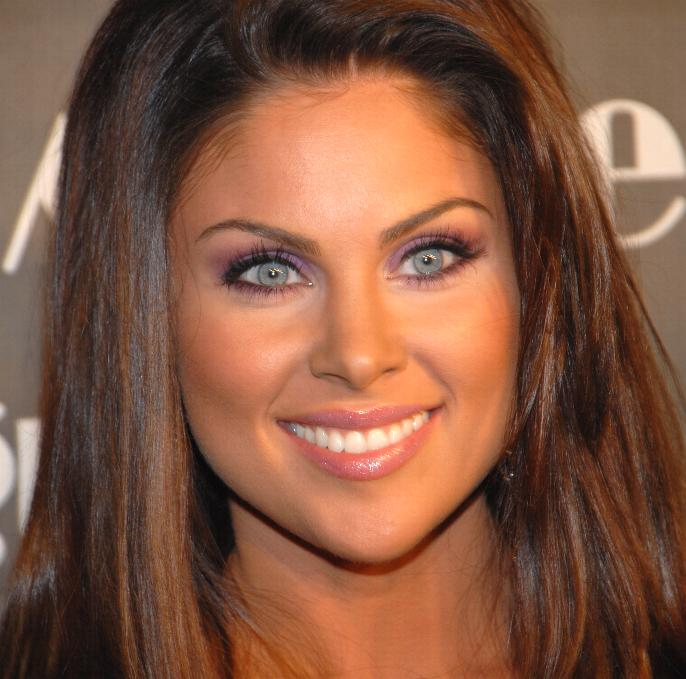
Nadia Bjorlin no ano de 2008.

Bjorlin teve um relacionamento temporário com Frank Kramer em torno de 2000 ou 2001; Kramer costumava referir-se a ela em seu programa como "Tuesday". Ela também namorou Bruce Willis por volta de 2001-2002. Bjorlin já foi contratada pelo empresário de Daniel Sadek, que produziu o filme Redline. Bjorlin tinha estado em um relacionamento com o ator Brandon Beemer por sete anos até 2013. Bjorlin tornou-se namorada de Grant Turnbull em agosto de 2014. Bjorlin casou com Turnbull em 15 de maio de 2015 em Palm Springs. Em novembro de 2015, Bjorlin anunciou que ela e Turnbull estavam sperando seu primeiro filho, um menino. Ela deu à luz seu filho, Torin Mathias, em 4 de maio de 2016.
O pai de Bjorlin, Ulf Bjorlin, morreu em 1993 aos 60 anos devido à leucemia. Desde então a atriz tem estado envolvida constantemente em várias instituições de caridade para ajudar a aumentar a conscientização e dinheiro para a investigação sobre este tipo de cancro. Ela até formou sua própria equipe; Nadia's Cancer Crusaders para ajudar a encontrar uma cura para esta doença. Em 15 de junho de 2013, Bjorlin, juntamente com seu então namorado, Brandon Beemer, participou e organizou anualmente a Light the Night da Sociedade de Leucemia e Linfoma no Skirball Cultural Center, em Los Angeles, Califórnia, com o objetivo de angariar $500.000 para pesquisa de leucemia e ajudar as pessoas a combater a doença. Em 5 de outubro de 2013, Björlin novamente participou da Light the Night no Sunset Gower Studios em Hollywood.
Além de cantar e atuar, Bjorlin é também uma musicista e toca flauta, harpa, guitarra e piano. Ela também tem um par de aves de estimação, e um cachorro chamado Tiger. Nadia também é amiga de Farah Fath.

## Filmografia
| Ano  | Titulo                        | Papel          |
| ---- | ----------------------------- | -------------- |
| 2002 | The Marriage Undone           | Tracie         |
| 2007 | If I Had Known I Was a Genius | Faith          |
| 2007 | Redline                       | Natasha Martin |
| 2008 | Jack Rio                      | Sonia Hunter   |
| 2012 | Divorce Invitation            | Alex Roverson  |

| Ano  | Título                         | Papel              | Notas                                       |
| ---- | ------------------------------ | ------------------ | ------------------------------------------- |
| 1999 | Days Of Our Lives              | Chloe Lane         | Interpreta desde 1999                       |
| 2004 | Complete Savages               | Mulher número 2    | Episódio: "Almost Men in Uniform"           |
| 2005 | Jake in Progress               | Mulher bonita      | Episódio: "Sign Language"                   |
| 2005 | Sex, Love & Secrets            | Meg                | 2 episódios                                 |
| 2006 | Out of Practice                | Alana              | Episódio: "Model Behavior"                  |
| 2010 | NCIS                           | Brittany           | Episódio: "Dead Air"                        |
| 2010 | Two and a Half Man             | Jill               | Episódio: "Springtime on a Stick"           |
| 2012 | CSI: Crime Scene Investigation | Crystal Hasselbeck | Episódio: "Malice in Wonderland"            |
| 2013 | Anger Managament               | Dra. Miller        | Episódio "Charlie's New Sex Study Partner"  |
| 2013 | 2 Broke Girls                  | Pam                | Episódio: "And the Kitty Kitty Spank Spank" |
| 2016 | I Know Where Lizzie Is         | Tracy              | Minissérie                                  |

| Ano  | Título             | Papel       | Notas                |
| ---- | ------------------ | ----------- | -------------------- |
| 2009 | Venice: The Series | Lara Miller | Personagem principal |